# Yumileidi Cumbá
Yumileidi Cumbá Jay (née le 11 février 1975 à Guantánamo) est une athlète cubaine, spécialiste du lancer du poids. Elle a pris part aux Jeux olympiques de Sydney et termina sixième.
Aux Jeux olympiques d'Athènes, elle termine d'abord deuxième, mais obtient finalement le titre à la suite de la disqualification de la Russe Irina Korzhanenko pour dopage. La même année, elle bat à Huelva son record personnel en 19,97 m, dix jours avant son sacre olympique.

## Palmarès

### Jeux olympiques
- Jeux olympiques d'été de 2000 à Sydney ( Australie)
  - 6e au lancer du poids
- Jeux olympiques d'été de 2004 à Athènes ( Grèce)
  -  Médaille d'or au lancer du poids

### Championnats du monde d'athlétisme en salle
- Championnats du monde d'athlétisme en salle de 2004 à Budapest ( Hongrie)
  -  Médaille d'argent au lancer du poids

### Jeux panaméricains
- Jeux Panaméricains de 1999 à Winnipeg ( Canada)
  -  Médaille d'argent au lancer du poids
- Jeux Panaméricains de 2003 à Saint-Domingue ( République dominicaine)
  -  Médaille d'or au lancer du poids
- Jeux Panaméricains de 2007 à Rio de Janeiro ( Brésil)
  -  Médaille d'argent au lancer du poids

### Universiade
- Universiade d'été de 2001 à Pékin ( Chine)
  -  Médaille d'or au lancer du poids

### Championnats du monde junior d'athlétisme
- Championnats du monde junior d'athlétisme de 1994 à Lisbonne ( Portugal)
  -  Médaille d'argent au lancer du poids